# 토하라인
토하라인 또는 토카라인(영어: Tocharian, Tokharian)은 타림 분지(오늘날 중화인민공화국 신장)의 북부 지역에 살던 인도유럽어계 토하라어를 사용하던 민족이다.
"토하라인"이라는 이름은 20세기 초에 고대 그리스 문헌에서 박트리아에 살았던 토카라인(라틴어: Tochari)과 이들을 동일시한 학자들에 의해 붙여졌다. 이 식별은 일반적으로 오류가 있는 것으로 여겨지며 현재 대부분의 역사가들은 타림의 토하라인을 박트리아의 토카라인과 동일시하는 것을 거부하지만, 그럼에도 불구하고 "토하라"라는 이름은 타림 분지의 인도유럽어족 언어와 그 화자들에 대한 가장 일반적인 용어로 남아 있다. 그들의 실제 민족 이름은 알려지지 않았지만, 그들은 스스로를 지역에 따라 아그니, 쿠치, 크로란 또는 산스크리트어 문헌에서 알려진 '쿠치야'나 '아그니야'라고 불렀을 수 있다.
농업 공동체는 기원전 2,000년경 타림 북부의 오아시스에서 처음 나타났다. 일부 학자들은 이 농업 공동체를 아파나시에보 문화와 연결시켰다. 가장 초기의 타림 미라는 기원전 1,800년까지 거슬러 올라가지만, 그들이 2천년 후의 토하라인과 연결되어 있는지 여부는 불분명하다.
기원전 2세기에 이들 정착촌은 도시 국가들로 발전했으며, 북쪽으로는 유목민, 동쪽으로는 중국 왕조의 지배를 받았다. 이들 도시 중 가장 큰 도시는 쿠차였으며, 타클라마칸 사막의 북쪽 가장자리를 따라 이어진 실크로드의 지류의 중간역 역할을 하기도 하였다.
몇 세기 동안, 타림 분지는 흉노, 한나라, 토번, 당나라의 지배를 받았다. 8세기부터 튀르크어를 사용하는 위구르인들이 그 지역에 정착했고 타림 분지를 지배하는 고창회골을 세웠다. 그 후 타림 도시 국가들의 사람들은 위구르인들과 혼혈되어 고대 위구르어를 사용하게 되었으며, 토하라어는 9세기 동안에 사멸되었다고 여겨진다.

## 언어
토하라어는 서기 400년에서 1200년 사이에 작성된 약 7600개의 문서들을 통해 문증된다. 이 문서들은 타림 북동쪽 지역의 30개 유적지에서 발견되었다. 이를 통해 서로 차이가 있으나 밀접하게 관련된 두 가지 인도유럽어족 언어가 사용되었다는 사실을 알 수 있는데, 학자들은 이를 각각 토하라어 A와 토하라어 B라고 이름하고 있다. 언어연대학 분석에 따르면 토하라어는 원시 게르만어나 원시 이탈리아어와 같은 서부 인도유럽어에 더 가깝고, 사템화가 일어나지 않았기 때문에 동부 인도유럽어가 발전하기도 전에 형성되었을 것이다.

## 종교

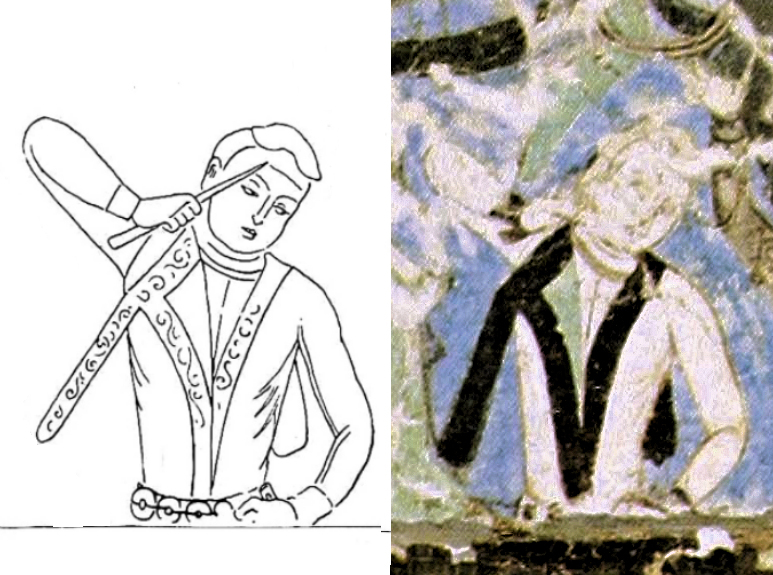
부처의 화장을 애도하는 토하라인 귀족의 모습, 키질 석굴군의 마야 석굴 (224) 벽화. 그는 이마를 칼로 긋고 있는데, 이는 스키타이인에게서도 보이던 자해 의식이다.

알려진 대부분의 토하라 비문은 불교 문헌으로서, 이들이 불교를 널리 신앙하고 있었음이 유추된다. 키질 동굴에서 발견된 벽화는 대부분 자타카 설화, 아바다나, 부처의 전설 등을 묘사하고 있으며 이는 사르바스티바다의 히나야나 전통을 예술적으로 표현한 것이다. 630년에 당나라의 현장은 쿠차를 방문하여 만난 토하라 왕 수바르나데바를 소승불교 신자로 묘사했다.

## 기원
인도유럽어 화자들이 타림 분지에 도달한 경로는 불명확하나, 기원으로 유력한 후보는 기원전 3300년에서 2500년 사이에 알타이산맥 북쪽을 차지했던 아파나시에보 문화이다. 아파나시에보 문화는 본래 캅카스산맥 북쪽의 흑해 대초원에 기반을 둔 얌나야 문화의 동쪽 분파에서 유래했으며, 인도이란어와 관련된 안드로노보 문화보다 앞서서 발생하였다. JP Mallory와 Victor H. Mair은 아파나시에보 문화의 동쪽 분파에서 유래한 토하라조어 화자들이 남쪽으로 이주하여 타림 분지의 북쪽과 동쪽에 처음 정착하게 되었다고 주장하였다.
한편 타림 분지에서는 사막 환경 덕에 비교적 온전히 보존된 타림 미라들이 발견되는데, 가장 오래된 것은 기원전 2000년경까지 거슬러 올라간다. 이 미라들은 전통적 분류상 코카소이드와 몽골로이드의 혼합으로 묘사된다. 타림 미라 유해들은 한때 토하라인의 초기 정착 증거로 추정되었으나, 2021년 유전학 연구에서는 이들이 아파나시에보 문화와 직접적 연관이 없으며 주로 고대 북유라시아인에서 기원한 유전적으로 고립된 집단이었다고 밝혀졌다.
나중에 유목민 집단이 스텝 지역으로부터 타림 분지의 북쪽과 동쪽으로 이동했다는 증거가 있는데, 이들은 고대 중국 사료에 기록된 오손과 월지의 조상이었을 것으로 여겨진다. 그러나 이들이 이란계 언어를 사용했는지 토하라어를 사용했는지는 여전히 명확하지 않다. 한편 기원전 약 9세기부터 이란어를 사용하는 사카인들이 추가로 서쪽에서 유입되어 타림의 남부 지역에 정착했다. 이들은 상업이나 전쟁과 관련된 토하라어의 이란계 차용 어휘의 근원으로 추정된다.

## 같이 보기
- 베제클리크 천불동
- 소그디아나
- 타하르주

## 참고 문헌
- Grousset, René (1970). 《The Empire of the Steppes: A History of Central Asia》. Rutgers University Press. ISBN 978-0-8135-1304-1.
- Hansen, Valerie (2012), 《The Silk Road: a new history》, Oxford University Press, ISBN 978-0-195-15931-8.
- Mallory, J.P. (November 2015), “The problem of Tocharian origins: an archaeological perspective” (PDF), 《Sino-Platonic Papers》 (259).
- Mallory, J.P.; Adams, Douglas Q. (1997), 《Encyclopedia of Indo-European Culture》, Taylor & Francis, ISBN 978-1-884964-98-5.
- Mallory, J.P.; Mair, Victor H. (2000), 《The Tarim Mummies: Ancient China and the Mystery of the Earliest Peoples from the West》, London: Thames & Hudson, ISBN 978-0-500-05101-6.